# 2013 日本女子サッカーリーグ
- 日本女子サッカーリーグ  > 2013 日本女子サッカーリーグ
- 2013年のスポーツ  >  2013年のサッカー  > 2013 日本女子サッカーリーグ

2013 日本女子サッカーリーグ(2013にほんじょしサッカーリーグ)とは、2013年に開催された第25回の日本女子サッカーリーグである。

## 大会概要
- なでしこリーグ（1部）
  - 2013年3月23日or24日から11月10日
  - 10チーム2回総当りのリーグ戦。試合数は全18試合。
  - 前半と後半の中間に当たる5月下旬-9月上旬（この間、欧州遠征とEAAF東アジアカップ2013を挟む）まではリーグ戦を休止し、なでしこリーグカップ2013を行う
  - 優勝クラブには特典として国際女子サッカークラブ選手権2013の出場権を与える。（ただしINAC神戸レオネッサがなでしこリーグカップとなでしこリーグの2冠を達成したため、規定により同リーグ2位の日テレ・ベレーザにも出場資格が与えられた。）
- チャレンジリーグ（2部）
  - 2013年4月6日or7日から9月22日
  - 16チームを前年度の成績により8チームずつ2ブロックに分け、2回戦総当たりのリーグ戦を開催した後、対戦しなかったもう一方のリーグに所属するチームと各1試合対戦する変則リーグ戦。試合数は全22試合。
  - 第1-14節がグループリーグ、15節以後はグループ間交流戦であるが、順位の決定はグループ別ではなく、全クラブの全22試合の通算成績に基づいて決める。
- 入れ替え
  - なでしこリーグの10位チームはチャレンジリーグ1位のチームと自動入れ替え、なでしこリーグの9位チームはチャレンジリーグ2位のチームとホーム&アウェーの入れ替え戦を行う。ただしチャレンジリーグのチームについては、なでしこリーグ準加盟のチームで、かつチャレンジリーグ全体で4位以内に入ったチームを対象とした順位とする（チャレンジリーグの4位までが対象チームで充足されなかった場合、なでしこリーグの9位チームが残留する）。
  - チャレンジリーグの下位2チームは、地域リーグからの代表チームと入れ替え戦を行う。

## 参加チーム

### なでしこリーグ（1部）
| チーム名                               | 監督       | ホームタウン                 | 前年成績       |
| -------------------------------------- | ---------- | ---------------------------- | -------------- |
| ベガルタ仙台レディース                 | 千葉泰伸   | 宮城県仙台市                 | チャレンジ 1位 |
| 浦和レッドダイヤモンズ・レディース     | 手塚貴子 ※ | 埼玉県さいたま市             | なでしこ 4位   |
| ジェフユナイテッド市原・千葉レディース | 上村崇士   | 千葉県市原市・千葉市         | なでしこ 6位   |
| 日テレ・ベレーザ                       | 寺谷真弓 ※ | 東京都稲城市                 | なでしこ 2位   |
| アルビレックス新潟レディース           | 能仲太司 ※ | 新潟県新潟市・北蒲原郡聖籠町 | なでしこ 5位   |
| 伊賀フットボールクラブくノ一           | 浅野哲也 ※ | 三重県伊賀市                 | なでしこ 7位   |
| スペランツァFC大阪高槻                 | 本並健治   | 大阪府高槻市                 | なでしこ 8位   |
| INAC神戸レオネッサ                     | 石原孝尚 ※ | 兵庫県神戸市                 | なでしこ 1位   |
| 岡山湯郷Belle                          | 種田佳織   | 岡山県美作市                 | なでしこ 3位   |
| FC高梁吉備国際大学Charme               | 太田真司   | 岡山県高梁市                 | チャレンジ 2位 |

1. ↑  ※印は新任

#### 監督交代
| チーム名                           | 前監督           | 退任日  | 新監督           | 就任日  | 備考           |
| ---------------------------------- | ---------------- | ------- | ---------------- | ------- | -------------- |
| 浦和レッドダイヤモンズ・レディース | 手塚貴子         | 6月17日 | 神戸慎太郎(代行) | 6月17日 |                |
| 浦和レッドダイヤモンズ・レディース | 神戸慎太郎(代行) | 9月11日 | 吉田靖           | 9月11日 | 外部からの招聘 |

### チャレンジリーグ（2部）

#### Aブロック
| チーム名                        | 監督       | ホームタウン       | 前年成績        |
| ------------------------------- | ---------- | ------------------ | --------------- |
| JFAアカデミー福島               | 樋渡群     | 福島県双葉郡楢葉町 | チャレンジ 5位  |
| ASエルフェン狭山FC              | 松田岳夫 ※ | 埼玉県狭山市       | なでしこ 9位    |
| 日本体育大学                    | 矢野晴之介 | 神奈川県横浜市     | チャレンジ 4位  |
| ノジマステラ神奈川              | 菅野将晃   | 神奈川県相模原市   | 神奈川県3部 1位 |
| JAPANサッカーカレッジレディース | 板垣雄平   | 新潟県新潟市       | チャレンジ 12位 |
| 清水第八プレアデス              | 山梨京子   | 静岡県静岡市       | 東海 4位        |
| 静岡産業大学磐田ボニータ        | 三浦哲治   | 静岡県磐田市       | チャレンジ 8位  |
| ジュ ブリーレ 鹿児島            | 出口泉     | 鹿児島県鹿児島市   | チャレンジ 9位  |

#### Bブロック
| チーム名                     | 監督         | ホームタウン   | 前年成績        |
| ---------------------------- | ------------ | -------------- | --------------- |
| 常盤木学園高等学校           | 阿部由晴     | 宮城県仙台市   | チャレンジ 6位  |
| スフィーダ世田谷FC           | 川邊健一     | 東京都世田谷区 | チャレンジ 3位  |
| AC長野パルセイロ・レディース | 本田美登里 ※ | 長野県長野市   | チャレンジ 11位 |
| バニーズ京都SC               | 山田蔵 ※     | 京都府京都市   | チャレンジ 10位 |
| セレッソ大阪堺レディース     | 竹花友也 ※   | 大阪府堺市     | 関西1部 3位     |
| 愛媛FCレディース             | 江後賢一     | 愛媛県松山市   | チャレンジ 7位  |
| 福岡J・アンクラス            | 八木邦靖 ※   | 福岡県春日市   | なでしこ 10位   |
| HOYOスカラブFC               | 荒川幸子     | 大分県大分市   | 九州 6位        |

1. 1 2  太字はなでしこリーグ準加盟チーム。
2. 1 2  ※印は新任
3. ↑  東日本大震災の影響で本拠地を一時的に御殿場高原時之栖（静岡県御殿場市）に移転中。

## 結果

### なでしこリーグ
2013年11月10日全日程終了
| 順 | チーム                                 | 試 | 勝 | 分 | 敗 | 得 | 失 | 差  | 点 | 備考                                                             |
| -- | -------------------------------------- | -- | -- | -- | -- | -- | -- | --- | -- | ---------------------------------------------------------------- |
| 1  | INAC神戸レオネッサ (C)                 | 18 | 16 | 0  | 2  | 62 | 13 | +49 | 48 | 国際クラブ選手権に出場                                           |
| 2  | 日テレ・ベレーザ                       | 18 | 12 | 2  | 4  | 36 | 15 | +21 | 38 | 国際クラブ選手権に出場                                           |
| 3  | 岡山湯郷Belle                          | 18 | 10 | 4  | 4  | 31 | 19 | +12 | 34 |                                                                  |
| 4  | 伊賀フットボールクラブくノ一           | 18 | 8  | 4  | 6  | 20 | 17 | +3  | 28 |                                                                  |
| 5  | ベガルタ仙台レディース                 | 18 | 8  | 4  | 6  | 23 | 24 | −1  | 28 |                                                                  |
| 6  | 浦和レッドダイヤモンズ・レディース     | 18 | 6  | 3  | 9  | 23 | 26 | −3  | 21 |                                                                  |
| 7  | ジェフユナイテッド市原・千葉レディース | 18 | 5  | 6  | 7  | 15 | 20 | −5  | 21 |                                                                  |
| 8  | アルビレックス新潟レディース           | 18 | 5  | 4  | 9  | 27 | 32 | −5  | 19 |                                                                  |
| 9  | FC吉備国際大学Charme                   | 18 | 3  | 3  | 12 | 17 | 49 | −32 | 12 | なでしこリーグ・チャレンジリーグ入替戦に出場, なでしこリーグ残留 |
| 10 | スペランツァFC大阪高槻 (R)             | 18 | 0  | 4  | 14 | 5  | 44 | −39 | 4  | 2014 チャレンジリーグへ降格                                      |

1. ↑  本来は当リーグ優勝チームとなでしこリーグカップ2013優勝チームに出場権が与えられるところ、INAC神戸レオネッサが両方を優勝したため、リーグ2位の日テレ・ベレーザが繰り上げで出場。

### チャレンジリーグ
2013年9月29日全日程終了
| 順 | チーム                          | 試 | 勝 | 分 | 敗 | 得 | 失  | 差   | 点 | 昇格または降格                                                     |
| -- | ------------------------------- | -- | -- | -- | -- | -- | --- | ---- | -- | ------------------------------------------------------------------ |
| 1  | 常盤木学園高等学校サッカー部    | 22 | 20 | 0  | 2  | 89 | 21  | +68  | 60 |                                                                    |
| 2  | ASエルフェン狭山FC (P)          | 22 | 19 | 2  | 1  | 96 | 13  | +83  | 59 | 2014 なでしこリーグへ昇格                                          |
| 3  | スフィーダ世田谷FC (Q)          | 22 | 17 | 0  | 5  | 86 | 28  | +58  | 51 | なでしこリーグ・チャレンジリーグ入替戦に出場, チャレンジリーグ残留 |
| 4  | ノジマステラ神奈川              | 22 | 15 | 3  | 4  | 81 | 23  | +58  | 48 |                                                                    |
| 5  | 福岡J・アンクラス               | 22 | 14 | 1  | 7  | 54 | 37  | +17  | 43 |                                                                    |
| 6  | 静岡産業大学磐田ボニータ        | 22 | 12 | 4  | 6  | 54 | 33  | +21  | 40 |                                                                    |
| 7  | JFAアカデミー福島               | 22 | 9  | 6  | 7  | 49 | 29  | +20  | 33 |                                                                    |
| 8  | 愛媛FCレディース                | 22 | 10 | 2  | 10 | 51 | 47  | +4   | 32 |                                                                    |
| 9  | 日本体育大学女子サッカー部      | 22 | 9  | 2  | 11 | 38 | 37  | +1   | 29 |                                                                    |
| 10 | JAPANサッカーカレッジレディース | 22 | 8  | 4  | 10 | 34 | 35  | −1   | 28 |                                                                    |
| 11 | AC長野パルセイロ・レディース    | 22 | 9  | 1  | 12 | 34 | 55  | −21  | 28 |                                                                    |
| 12 | バニーズ京都SC                  | 22 | 7  | 5  | 10 | 29 | 43  | −14  | 26 |                                                                    |
| 13 | セレッソ大阪堺レディース        | 22 | 5  | 3  | 14 | 38 | 74  | −36  | 18 |                                                                    |
| 14 | 清水第八プレアデス              | 22 | 3  | 1  | 18 | 19 | 90  | −71  | 10 |                                                                    |
| 15 | ジュ ブリーレ 鹿児島 (R)        | 22 | 1  | 1  | 20 | 12 | 118 | −106 | 4  | チャレンジリーグ入替戦に出場, 地域リーグへ降格                     |
| 16 | HOYOスカラブFC                  | 22 | 0  | 1  | 21 | 5  | 86  | −81  | 1  | 退会                                                               |

## 表彰
| 賞                  | 受賞者                     | 所属                                   |
| なでしこリーグ      | なでしこリーグ             | なでしこリーグ                         |
| ------------------- | -------------------------- | -------------------------------------- |
| 最優秀選手賞（MVP） | 川澄奈穂美                 | INAC神戸レオネッサ                     |
| 得点王              | ゴーベル・ヤネズ（15得点） | INAC神戸レオネッサ                     |
| 敢闘賞              | 岩清水梓                   | 日テレ・ベレーザ                       |
| 新人賞              | 上野紗稀                   | ジェフユナイテッド市原・千葉レディース |
| ベストイレブン      | 海堀あゆみ（GK）           | INAC神戸レオネッサ                     |
| ベストイレブン      | 岩清水梓（DF）             | 日テレ・ベレーザ                       |
| ベストイレブン      | 有吉佐織（DF）             | 日テレ・ベレーザ                       |
| ベストイレブン      | 中島依美（DF）             | INAC神戸レオネッサ                     |
| ベストイレブン      | 長船加奈（DF）             | ベガルタ仙台レディース                 |
| ベストイレブン      | チ・ソヨン（MF）           | INAC神戸レオネッサ                     |
| ベストイレブン      | 宮間あや（MF）             | 岡山湯郷Belle                          |
| ベストイレブン      | 阪口夢穂（MF）             | 日テレ・ベレーザ                       |
| ベストイレブン      | ゴーベル・ヤネズ（FW）     | INAC神戸レオネッサ                     |
| ベストイレブン      | 川澄奈穂美（FW）           | INAC神戸レオネッサ                     |
| ベストイレブン      | 木龍七瀬（FW）             | 日テレ・ベレーザ                       |
| 優勝監督賞          | 石原孝尚                   | INAC神戸レオネッサ                     |
| フェアプレー賞      | 岡山湯郷Belle              | －                                     |
| チャレンジリーグ    |                            |                                        |
| 最優秀選手賞（MVP） | 白木星                     | 常盤木学園高校                         |
| 得点王              | 森仁美（27得点）           | スフィーダ世田谷                       |
| 新人賞              | 小林里歌子                 | 常盤木学園高校                         |
| フェアプレー賞      | JFAアカデミー福島          | －                                     |
| その他表彰          |                            |                                        |
| 通算300試合出場     | 山郷のぞみ                 | ASエルフェン狭山                       |
| 通算200試合出場     | 那須麻衣子                 | 伊賀FCくノ一                           |
| 通算200試合出場     | 下小鶴綾                   | ベガルタ仙台レディース                 |
| 最優秀審判賞        | 井脇真理子                 | －                                     |

出典: プレナスチャレンジリーグ2013表彰式　受賞結果

## 入れ替え戦

### なでしこリーグ・チャレンジリーグ入替戦
9月15日・16日のチャレンジリーグ第21節をもって、ASエルフェン狭山FCのなでしこリーグ昇格（4位以上かつなでしこリーグ準加盟チーム中の成績最上位）が決定した。
9月18日のチャレンジリーグ第20節（代替開催日）をもって、スフィーダ世田谷FCの入れ替え戦出場（4位以上かつなでしこリーグ準加盟チーム中の成績2位）が決定した。
10月26日・27日のなでしこリーグ第16節をもって、スペランツァFC大阪高槻のチャレンジリーグ降格（最下位）が決定した。
11月3日・4日のなでしこリーグ第17節をもって、FC吉備国際大学Charmeの入れ替え戦出場（9位）が決定した。
入れ替え戦の日程は以下の通り。
| 11月17日 13:00 |

| スフィーダ世田谷FC | 0 - 1          | FC吉備国際大学Charme |
|                    | 公式記録 (PDF) | 重政絵 38分          |

| 味の素フィールド西が丘, 北区 |

| 11月23日 13:00 |

| FC吉備国際大学Charme                     | 0 - 1 (延長)   | スフィーダ世田谷FC                         |
|                                          | 公式記録 (PDF) | 田中麻里菜 50分                            |
|                                          | PK戦           |                                            |
| 杉田亜未 高野紗希 西川明花 重政絵 鎌田蘭 | 5 - 4          | 川嶋珠生 福原菜緒 石渕優紀 冨山瞳 永田真耶 |

| 加古川運動公園陸上競技場, 加古川市 |

この結果、PK戦においてFC吉備国際大学Charmeが勝利したため、FC吉備国際大学Charmeのなでしこリーグ残留が決定。

### チャレンジリーグとリーグ外との入れ替え
チャレンジリーグ入替戦への参加資格を認められた6チームが予選大会を行う。
当初は、チャレンジリーグ入替戦予選大会で勝ち残った2チームがチャレンジリーグ下位2チーム（ジュ ブリーレ 鹿児島およびHOYOスカラブFC）との入替戦をホーム・アンド・アウェーで行う とされていたものの、その後HOYOスカラブFCのチャレンジリーグからの退会に伴い、チャレンジリーグ入替戦予選大会から1チームが自動昇格できることとなり、また入替戦も一発勝負に変更された。

#### チャレンジリーグ入替戦予選大会
6チームが3チームずつの2組に分かれて総当たり戦を行い、各組1位のチームが入替戦への出場権を得る。

##### Aブロック
| チーム               | 試 | 勝 | 分 | 敗 | 得 | 失 | 差 | 点 |
| -------------------- | -- | -- | -- | -- | -- | -- | -- | -- |
| アンジュヴィオレ広島 | 2  | 2  | 0  | 0  | 4  | 1  | +3 | 6  |
| 益城ルネサンス熊本FC | 2  | 1  | 0  | 1  | 2  | 2  | 0  | 3  |
| ノルディーア北海道   | 2  | 0  | 0  | 2  | 1  | 4  | −3 | 0  |

| 11月2日 10:00 |

| ノルディーア北海道 | 1 - 2    | アンジュヴィオレ広島          |
| 佐野川祐理 40分    | レポート | 市川苑佳 15分 · 木本朋美 83分 |

| 時之栖スポーツセンター裾野グラウンド, 裾野市 |

| 11月3日 10:00 |

| 益城ルネサンス熊本FC          | 2 - 0    | ノルディーア北海道 |
| 近藤夏実 67分 · 櫻間裕美 89分 | レポート |                    |

| 時之栖スポーツセンター裾野グラウンド, 裾野市 |

| 11月4日 10:00 |

| アンジュヴィオレ広島              | 2 - 0    | 益城ルネサンス熊本FC |
| 斉原みず稀 45+1分 · 山縣尚実 57分 | レポート |                      |

| 時之栖スポーツセンター裾野グラウンド, 裾野市 |

##### Bブロック
| チーム                | 試 | 勝 | 分 | 敗 | 得 | 失 | 差 | 点 |
| --------------------- | -- | -- | -- | -- | -- | -- | -- | -- |
| ASハリマ アルビオン   | 2  | 1  | 1  | 0  | 2  | 1  | +1 | 4  |
| 新潟医療福祉大学      | 2  | 0  | 2  | 0  | 0  | 0  | 0  | 2  |
| NGU名古屋FCレディース | 2  | 0  | 1  | 1  | 1  | 2  | −1 | 1  |

| 11月2日 13:00 |

| 新潟医療福祉大学 | 0 - 0    | ASハリマ アルビオン |
|                  | レポート |                     |

| 時之栖スポーツセンター裾野グラウンド, 裾野市 |

| 11月3日 13:00 |

| NGU名古屋FCレディース | 0 - 0    | 新潟医療福祉大学 |
|                       | レポート |                  |

| 時之栖スポーツセンター裾野グラウンド, 裾野市 |

| 11月4日 13:00 |

| ASハリマ アルビオン           | 2 - 1    | NGU名古屋FCレディース |
| 千葉園子 47分 · 有原蒼葉 61分 | レポート | 加藤郁香 74分         |

| 時之栖スポーツセンター裾野グラウンド, 裾野市 |

#### チャレンジリーグ昇格チーム決定戦
予選大会を勝ち抜いた2チームが対戦し、勝者はチャレンジリーグに自動昇格、敗者は入替戦に進出する。開催地は抽選で選ばれたチームのホームグラウンドとなる。11月9日に開催された。
| 11月9日 13:00 |

| アンジュヴィオレ広島 | 1 - 2 (延長) | ASハリマ アルビオン |
| 斉原みず稀 90+1分    | レポート     | 籾井美香 88分, 96分 |

| コカ・コーラウエスト広島スタジアム, 広島市 |

※ASハリマ アルビオンがチャレンジリーグ昇格

#### チャレンジリーグ入替戦
| 11月17日 12:00 |

| ジュ ブリーレ 鹿児島 | 0 - 3    | アンジュヴィオレ広島                           |
|                      | レポート | 山縣尚実 9分 · 斉原みず稀 47分 · 市川苑佳 77分 |

| 伊佐市陸上競技場, 伊佐市 |

※アンジュヴィオレ広島がチャレンジリーグ昇格、ジュ ブリーレ 鹿児島が地域リーグ（九州リーグ）降格。なお鹿児島はなでしこリーグ準加盟会員の資格があったが、規定により準加盟資格を失った